# Jag om en konung sjunga vill
Jag om en konung sjunga vill är en psalm av okänd svensk författare från 1500-talet som bearbetades av Svante Alin. 
Melodin är en tonsättning av Erik Gabriel von Rosén av okänt datum, men enligt Koralbok för Nya psalmer, 1921 är det samma melodi som till psalmen Hell, konung! Säll och lyckosam (1819 nr 300).

## Publicerad som
- Nr 508 i Nya psalmer 1921, tillägget till 1819 års psalmbok under rubriken "Guds härlighet i Kristus".
- Nr 17 i Guds lov 1935 under rubriken "Inledningssånger".